# Moody's
Moody's Corporation (NYSE: MCO) es la sociedad matriz de Moody's Investors Service, una agencia de calificación de riesgo estadounidense que realiza la investigación financiera internacional y el análisis de las entidades comerciales y gubernamentales. La empresa también califica la solvencia de los prestatarios mediante una escala de calificaciones estandarizadas. La compañía tiene una participación del 40 % en el mercado mundial de calificación crediticia, así como su principal rival, Standard & Poor's. Es considerada una de las tres agencias de calificación de crédito más grandes, junto a Standard & Poor's y Fitch Ratings y, en 2013, acumulaban entre las tres una cuota de mercado del 95%.
Moody's fue fundada en 1909 por John Moody. Los principales propietarios institucionales de Moody's incluyen la compañía de Warren Buffett Berkshire Hathaway, y Davis Selected Advisers.
Su oficina central se encuentra en el 7 World Trade Center en el bajo Manhattan, Nueva York.

## Historia
Moody's fue fundada en 1909 por John Moody, después de haber quebrado en la rotura de bolsa de 1907 no haciendo frente a sus deudas. A partir de "Analyses of Railroad Investments", un libro sobre los valores de vías férreas, con calificaciones de letras para evaluar su riesgo. Moody's Investors Service se incorporó el 1 la cobertura a los bonos municipales de EE. UU. En 1924, las calificaciones de Moody's cubrían casi el 100 por ciento del mercado de bonos de EE. UU.
En la década de 1970, Moody's se expandió a la deuda comercial, y también comenzó la práctica, junto con otras agencias de calificación, de cobrar a los emisores de bonos por la calificación, así como a inversores.
El número de países cubiertos por Moody's ha aumentado de 3 en 1975, a 33 en 1990 y a más de 100 en el año 2000. Los anuncios de Moody's sobre posible o real rebaja de calificación de los bonos de un país puede tener un gran impacto político y económico, como por ejemplo en Canadá en 1995.

## Crítica
Las agencias de calificación crediticia como Moody's han sido objeto de críticas en la estela de grandes pérdidas en el mercado de obligaciones de deuda colateralizadas (collateralized debt obligation o CDO) que se produjeron a pesar de serle asignadas la máxima calificación por las agencias.

### Controversia en Portugal
El 5 de julio de 2011 la deuda soberana portuguesa fue degradada de categoría hasta la Ba2 lo que enfureció a la Unión Europea y a Portugal. Moody's fue acusada de especular con los mercados y de atacar a la economía europea. Además, la legitimidad de las agencias estadounidenses fue puesta en duda.
Las empresas públicas y de infraestructuras de Portugal como ANA-Aeroportos de Portugal, Energías de Portugal, Redes Energéticas Nacionais, y Brisa - Auto-estradas de Portugal fueron también degradadas a pesar de tener unos perfiles financieros sólidos y beneficios importantes.
Los ciudadanos portugueses calificaron a las acciones de Moody's como terrorismo económico y se lanzaron a varias iniciativas, entre ellas bloquear las páginas de Moody's en los servidores portugueses. El 11 de julio de ese año la website de Moody's estuvo deshabilitada en Portugal y en otros países por un ataque DDos.

## Calificaciones de Moody's
| Calificaciones de la deuda de Moody's                    | Calificaciones de la deuda de Moody's | Calificaciones de la deuda de Moody's |
| Grado de inversión                                       | Grado de inversión | Grado de inversión |
| Rating                                                   | Calificaciones a largo plazo | Calificaciones a corto plazo |
| -------------------------------------------------------- | --- | --- |
| Aaa                                                      | Moody califica estas obligaciones como las de más alta calidad, con el grado más pequeño "de riesgo". | Prime-1 Moody califica Prime-1 como de "una capacidad superior para reembolsar las obligaciones de deuda a corto plazo". Best ability to repay short-term debt |
| Aa1                                                      | Moody calfica estas obligaciones como de la más alta calidad, con "riesgo de crédito muy bajo", pero su susceptibilidad a los riesgos a largo plazo parece un poco mayor.                                             | Prime-1 Moody califica Prime-1 como de "una capacidad superior para reembolsar las obligaciones de deuda a corto plazo". Best ability to repay short-term debt |
| Aa2                                                      | Moody calfica estas obligaciones como de la más alta calidad, con "riesgo de crédito muy bajo", pero su susceptibilidad a los riesgos a largo plazo parece un poco mayor.                                             | Prime-1 Moody califica Prime-1 como de "una capacidad superior para reembolsar las obligaciones de deuda a corto plazo". Best ability to repay short-term debt |
| Aa3                                                      | Moody calfica estas obligaciones como de la más alta calidad, con "riesgo de crédito muy bajo", pero su susceptibilidad a los riesgos a largo plazo parece un poco mayor.                                             | Prime-1 Moody califica Prime-1 como de "una capacidad superior para reembolsar las obligaciones de deuda a corto plazo". Best ability to repay short-term debt |
| A1                                                       | Moody califica estas obligaciones como de "grado medio-alto, sujeto a "bajo riesgo crediticio", pero que tienen elementos actuales que sugieren una susceptibilidad de deterioro a largo plazo".                      | Prime-1 Moody califica Prime-1 como de "una capacidad superior para reembolsar las obligaciones de deuda a corto plazo". Best ability to repay short-term debt |
| A2                                                       | Moody califica estas obligaciones como de "grado medio-alto, sujeto a "bajo riesgo crediticio", pero que tienen elementos actuales que sugieren una susceptibilidad de deterioro a largo plazo".                      | Prime-1/Prime-2 Best ability or high ability to repay short term debt                                                                                          |
| A3                                                       | Moody califica estas obligaciones como de "grado medio-alto, sujeto a "bajo riesgo crediticio", pero que tienen elementos actuales que sugieren una susceptibilidad de deterioro a largo plazo".                      | Prime-1/Prime-2 Best ability or high ability to repay short term debt                                                                                          |
| Baa1                                                     | Moody califica estas obligaciones como de "moderado riesgo de crédito". Se consideran de grado medio y como tal "elementos de protección pueden faltar o ser poco fiables característicamente".                       | Prime-2 calificado como "fuerte capacidad para pagar obligaciones de deuda a corto plazo".                                                                     |
| Baa2                                                     | Moody califica estas obligaciones como de "moderado riesgo de crédito". Se consideran de grado medio y como tal "elementos de protección pueden faltar o ser poco fiables característicamente".                       | Prime-2/Prime-3 High ability or acceptable ability to repay short term debt                                                                                    |
| Baa3                                                     | Moody califica estas obligaciones como de "moderado riesgo de crédito". Se consideran de grado medio y como tal "elementos de protección pueden faltar o ser poco fiables característicamente".                       | Prime-3 Moody califica Prime-3 como de "una capacidad aceptable de reembolsar las obligaciones a corto plazo"                                                  |
| Grado especulativo (también conocido como "bono basura") | | |
| Rating                                                   | Calificaciones a largo plazo | Calificaciones a corto plazo |
| Ba1                                                      | Moody juzga obligaciones Ba de tener "la calidad de crédito cuestionable." | No Prime Do not fall within any of the prime categories |
| Ba2                                                      | Moody juzga obligaciones Ba de tener "la calidad de crédito cuestionable." | No Prime Do not fall within any of the prime categories |
| Ba3                                                      | Moody juzga obligaciones Ba de tener "la calidad de crédito cuestionable." | No Prime Do not fall within any of the prime categories |
| B1                                                       | Moody juzga obligaciones con calificación B como sujeto a especulaciones y "alto riesgo crediticio", y de tener "la calidad de crédito en general, pobre".                                                            | No Prime Do not fall within any of the prime categories |
| B2                                                       | Moody juzga obligaciones con calificación B como sujeto a especulaciones y "alto riesgo crediticio", y de tener "la calidad de crédito en general, pobre".                                                            | No Prime Do not fall within any of the prime categories |
| B3                                                       | Moody juzga obligaciones con calificación B como sujeto a especulaciones y "alto riesgo crediticio", y de tener "la calidad de crédito en general, pobre".                                                            | No Prime Do not fall within any of the prime categories |
| Caa1                                                     | Moody juzga obligaciones Caa a partir de "posición pobre y están sujetos a un riesgo de crédito muy alto", y de tener "la calidad de crédito de extrema pobreza. Tales bancos pueden estar en Suspensión de pagos..." | No Prime Do not fall within any of the prime categories |
| Caa2                                                     | Moody juzga obligaciones Caa a partir de "posición pobre y están sujetos a un riesgo de crédito muy alto", y de tener "la calidad de crédito de extrema pobreza. Tales bancos pueden estar en Suspensión de pagos..." | No Prime Do not fall within any of the prime categories |
| Caa3                                                     | Moody juzga obligaciones Caa a partir de "posición pobre y están sujetos a un riesgo de crédito muy alto", y de tener "la calidad de crédito de extrema pobreza. Tales bancos pueden estar en Suspensión de pagos..." | No Prime Do not fall within any of the prime categories |
| Ca                                                       | Moody juzga estas obligaciones como "altamente especulativas", y están "por lo general en incumplimiento con sus obligaciones de depósito".                                                                           | No Prime Do not fall within any of the prime categories |
| C                                                        | Es la clase más baja dentro de los bonos y están normalmente en concurso de acreedores," y la potencial recuperación de principal e intereses es baja.                                                                | No Prime Do not fall within any of the prime categories |

### Especial
WR - Calificación Retirada
NR - No calificado
P - Provisional

### Calificaciones a corto plazo
P-1 - Moody juzga Prime-1 como de "una capacidad superior para reembolsar las obligaciones de deuda a corto plazo".
P-2 - Moody juzga Prime-2 como "fuerte capacidad para pagar obligaciones de deuda a corto plazo".
P-3 - Moody juzga Prime-3 como de "una capacidad aceptable de reembolsar las obligaciones a corto plazo".
NP - Moody considera "Not Prime" por no pertenecer "a ninguna de las categorías de calificación Prime".

### Las calificaciones individuales bancarias
Moody's también califica la fortaleza financiera de cada banco.
A - "Fortaleza financiera intrínseca superior"
B - "Fuerte fortaleza financiera intrínseca"
C - "Adecuada fortaleza financiera intrínseca"
D - "Modesta fuerza intrínseca financiera, que puede necesitar algún apoyo exterior a veces"
E - "Muy modesta fuerza intrínseca financiera, con una probabilidad mayor de ayuda externa periódica"